# Monument van Mathoora, Ramjanee en Rajgaroo
Er staat een monument van Mathoora, Ramjanee en Rajgaroo aan de Zeelandiaweg in Paramaribo. Het werd onthuld tijdens de viering van 150 jaar Hindoestaanse immigratie in Suriname.
Mathoora Ajoodha, Ramjanee Challoo en Rajgaroo Jumpa zijn Brits-Indische contractarbeiders uit de periode 1873 tot 1920 die in verzet kwamen tegen de uitbuiting en onderdrukking op de plantages. Tot 1978 bleef veel van de geschiedenis uit die periode onbekend.
Het monument werd gemaakt door Ajay Permaul. President Chan Santokhi onthulde het en omschreef Mathoora als de dapperste, Ramjanee een sociaal persoon en strateeg en Rajgaroo als deelnemer aan de opstand in 1884 op de suikerplantage Zorg en Hoop aan de Beneden-Commewijne. "Het komt in het kort erop neer dat deze strijders niet bang waren om op te komen voor hun lotgenoten. Ze kwamen op voor betere leef- en werkomstandigheden op de verschillende plantages. Ze hebben straffen gehad, maar zijn desondanks doorgegaan en hebben succesvol enkele opstanden geleid," aldus Santokhi tijdens zijn toespraak.
Het 150-jarige jubileum werd uitgebreid gevierd, en bijgestaan door een staatsbezoek van president Draupadi Murmu Uit India. Ze hing een mala (bloemenkrans) om de beelden van Baba en Mai en woonde culturele festiviteiten bij. President Santokhi onthulde op 5 juni 2023 ook nog het monument Met een anker zijn we verankerd.